# 2714 Matti
2714 Matti este un asteroid din centura principală, descoperit pe 5 aprilie 1938, de Heikki Alikoski.